# Маккрори, Сэмми
Сэмюэл Макки Маккрори (англ. Samuel McKee McCrory; 11 октября 1924, Белфаст — 4 мая 2011, Донахади, Даун) — североирландский футболист и футбольный тренер, играл на позиции нападающего-инсайда. Участник чемпионата мира 1958 года.

## Биография

### Игровая карьера
В 1944 году присоединился к клубу «Линфилд». Дебютировал за эту команду в апреле того же года в матче с «Белфаст Селтик» и забил в том матче гол — «Линфилд» проиграл со счётом 1:8. Маккрори был ярким нападающего-инсайдом и играл за «Линфилд» два сезона. В составе этого клуба два раза в 1945 и 1946 годах выиграл Кубок Северной Ирландии. Всего за эту команду во всех турнирах сыграл 91 матч и забил 60 голов.
В октябре 1946 года перешёл в клуб Второго дивизиона «Суонси Таун» — сумма трансфера составила 4750 фунтов стерлингов. По итогам сезона 1946/1947 «лебеди» вылетели в Третий южный дивизион. Следующие два сезона Маккрори продолжил играть за «лебедей». В марте 1950 года присоединился к клубу «Ипсвич Таун» за 5250 фунтов стерлингов, за который играл три сезона.
В августе 1952 года перешёл в «Плимут Аргайл» за 6000 фунтов стерлингов, но за три сезона в этом клубе забил только 11 голов. В июне 1955 года перешёл в «Саутенд Юнайтед» из Третьего южного дивизиона. В этом клубе он играл в течение пяти сезонов и сезон 1957/1958 вышел результативным в его карьере. В том сезоне он забил 31 гол и был приглашён в сборную Северной Ирландии для участия на чемпионате мира 1958 года. Несмотря на травмы других игроков на чемпионате мира он на поле так и не выходил. Всего за «Саутенд Юнайтед» сыграл во всех турнирах 222 матча и забил 99 голов.
В июле 1960 года перешёл в «Кембридж Юнайтед», за который отыграл два сезона. Затем он перешёл в «Крусейдерс», в котором он также был и играющим тренером.

### Смерть
Скончался 4 мая 2011 года в возрасте 86 лет.

## Достижения
«Линфилд»
- Обладатель Кубка Северной Ирландии (2): 1944/45, 1945/46

«Суонси Таун»
- Финалист Кубка Уэльса: 1948/49